# Kōhei Okuno
Kōhei Okuno (奥野 耕平?, Okuno Kōhei; Hyōgo, 3 aprile 2000) è un calciatore giapponese, centrocampista dello Shonan Bellmare.

## Statistiche

### Presenze e reti nei club
Statistiche aggiornate al 5 novembre 2022.
| Stagione                | Club                    | Campionato              | Campionato | Campionato | Coppe nazionali | Coppe nazionali | Coppe nazionali | Coppe continentali | Coppe continentali | Coppe continentali | Supercoppe | Supercoppe | Supercoppe | Totale | Totale |
| Stagione                | Club                    | Comp                    | Pres       | Reti       | Comp            | Pres            | Reti            | Comp               | Pres               | Reti               | Comp       | Pres       | Reti       | Pres   | Reti   |
| ----------------------- | ----------------------- | ----------------------- | ---------- | ---------- | --------------- | --------------- | --------------- | ------------------ | ------------------ | ------------------ | ---------- | ---------- | ---------- | ------ | ------ |
| 2017                    | Gamba Osaka U-23        | J3                      | 4          | 0          | -               | -               | -               | -                  | -                  | -                  | -          | -          | -          | 4      | 0      |
| 2018                    | Gamba Osaka U-23        | J3                      | 2          | 0          | -               | -               | -               | -                  | -                  | -                  | -          | -          | -          | 2      | 0      |
| 2019                    | Gamba Osaka             | J1                      | 0          | 0          | CdL+CI          | 0               | 0               | -                  | -                  | -                  | -          | -          | -          | 0      | 0      |
| 2019                    | Gamba Osaka U-23        | J3                      | 23         | 1          | -               | -               | -               | -                  | -                  | -                  | -          | -          | -          | 23     | 1      |
| 2020                    | Gamba Osaka             | J1                      | 7          | 0          | CdL+CI          | 1+1             | 0               | -                  | -                  | -                  | -          | -          | -          | 9      | 0      |
| 2020                    | Gamba Osaka U-23        | J3                      | 22         | 3          | -               | -               | -               | -                  | -                  | -                  | -          | -          | -          | 22     | 3      |
| Totale Gamba Osaka U-23 | Totale Gamba Osaka U-23 | Totale Gamba Osaka U-23 | 51         | 4          |                 | -               | -               |                    | -                  | -                  |            | -          | -          | 51     | 4      |
| 2021                    | Gamba Osaka             | J1                      | 26         | 0          | CdL+CI          | 1+4             | 0               | ACL                | 5                  | 0                  | SJ         | 0          | 0          | 36     | 0      |
| 2022                    | Gamba Osaka             | J1                      | 24         | 0          | CdL+CI          | 5+2             | 1+1             | -                  | -                  | -                  | -          | -          | -          | 31     | 2      |
| 2023                    | Gamba Osaka             | J1                      | 0          | 0          | CdL+CI          | 0               | 0               | -                  | -                  | -                  | -          | -          | -          | 0      | 0      |
| Totale Gamba Osaka      | Totale Gamba Osaka      | Totale Gamba Osaka      | 57         | 0          |                 | 14              | 2               |                    | 5                  | 0                  |            | 0          | 0          | 76     | 2      |
| Totale carriera         | Totale carriera         | Totale carriera         | 108        | 4          |                 | 14              | 2               |                    | 5                  | 0                  |            | 0          | 0          | 127    | 6      |